# I liga brazylijska w piłce nożnej (2007)
Brazylia 2007
Mistrzem Brazylii został klub São Paulo, natomiast wicemistrzem Brazylii został klub Santos FC.
Do Copa Libertadores w roku 2008 zakwalifikowały się następujące kluby:
- São Paulo (mistrz Brazylii)
- Santos FC (wicemistrz Brazylii)
- CR Flamengo (3 miejsce)
- Cruzeiro EC (5 miejsce – runda wstępna)
- Fluminense FC (zdobywca Copa do Brasil)

Do Copa Sudamericana w roku 2008 zakwalifikowały się następujące kluby:
- São Paulo (mistrz Brazylii)
- Grêmio Porto Alegre (6 miejsce)
- SE Palmeiras (7 miejsce)
- Atlético Mineiro (8 miejsce)
- Botafogo FR (9 miejsce)
- CR Vasco da Gama (10 miejsce)
- SC Internacional (11 miejsce)
- Athletico Paranaense (12 miejsce)

Cztery ostatnie w tabeli kluby spadły do drugiej ligi (Campeonato Brasileiro Série B):
- Corinthians Paulista
- EC Juventude
- Paraná Clube
- América Natal

Na miejsce spadkowiczów awansowały cztery najlepsze kluby drugiej ligi:
- Coritiba FBC
- Ipatinga
- Portuguesa
- EC Vitória

## Campeonato Brasileiro Série A – sezon 2007

### Kolejka 1
| Data         | Mecz |
| ------------ | --- |
| 12 maja 2007 | Fluminense FC - Cruzeiro EC 2:2 Carlos Alberto Jesus 45+1k, Cícero 78 - Nenê 28, Gabriel 33                                                                |
| 12 maja 2007 | Figueirense FC - Athletico Paranaense 3:6 Chicăo 39, Ramon 83, André Santos 86 - Danilo Larangeira 10, Pedro Oldoni 13, 30, Alex Mineiro 55, 80, Moreno 84 |
| 12 maja 2007 | São Paulo - Goiás EC 2:0 Jorge Wagner 16, Rogério Ceni 35k                                                                                                 |
| 13 maja 2007 | Corinthians Paulista - EC Juventude 1:0 Finazzi 32 |
| 13 maja 2007 | Paraná Clube - Grêmio Porto Alegre 3:0 Josiel 29, 70k, Lima 81                                                                                             |
| 13 maja 2007 | América Natal - CR Vasco da Gama 0:1 André Dias 65 |
| 13 maja 2007 | Sport Recife - Santos FC 4:1 Weldon 10, Fernando Fumagalli 36, Durval 40, Washigton 90+1 - Pedrinho 2                                                      |
| 13 maja 2007 | Atlético Mineiro - Náutico 2:1 Lima 26, Germano 90+4 - Acosta 9                                                                                            |
| 13 maja 2007 | SC Internacional - Botafogo FR 2:3 Alexandre Pato 14, Christian 69 - Juninho 33, André Lima 52, 57                                                         |
| 13 maja 2007 | CR Flamengo - SE Palmeiras 2:4 Claiton 33, Renato Augusto 49 - Edmundo 3, 78, Osmar 21, Florentin 64                                                       |

### Kolejka 2
| Data         | Mecz                                                                                             |
| ------------ | ------------------------------------------------------------------------------------------------ |
| 19 maja 2007 | Athletico Paranaense - SC Internacional 2:1 Titi 18s, Alex Mineiro 87 - Mineiro 31               |
| 19 maja 2007 | Santos FC - América Natal 2:3 Marcelo 2, Marcos Aurélio 67 - Edson Borges 42, 47, 53             |
| 19 maja 2007 | EC Juventude - Paraná Clube 1:2 Da Silva 53 - Josiel 60, Adriano 88                              |
| 20 maja 2007 | SE Palmeiras - Figueirense FC 2:1 Valdivia 5, 23 - Peter 68                                      |
| 20 maja 2007 | Goiás EC - CR Flamengo 1:3 Fabrício Carvalho 72 - Irineu 17, Juan Maldondo 53, Leonardo Moura 69 |
| 20 maja 2007 | Botafogo FR - Atlético Mineiro 2:1 Dodô 17, Lúcio Flávio 46 - Marcos 71                          |
| 20 maja 2007 | Náutico - São Paulo 1:0 Acosta 77                                                                |
| 20 maja 2007 | Cruzeiro EC - Corinthians Paulista 0:3 Everton Santos 10, Marcelo Mattos 46p, 67k                |
| 20 maja 2007 | Grêmio Porto Alegre - Fluminense FC 2:0 Carlos Eduardo 38, Tuta 73                               |
| 20 maja 2007 | CR Vasco da Gama - Sport Recife 3:1 André Dias 3, 37, Romário 48k - Luciano Henrique 82          |

### Kolejka 3
| Data         | Mecz                                                                                                  |
| ------------ | --- |
| 26 maja 2007 | Corinthians Paulista - Atlético Mineiro 0:0                                                           |
| 26 maja 2007 | Fluminense FC - SC Internacional 3:0 Thiago Neves 36, Rafael 49, Rodrigo Tiuí 57                      |
| 26 maja 2007 | América Natal - Figueirense FC 0:1 Henrique 19                                                        |
| 27 maja 2007 | Athletico Paranaense - Santos FC 0:1 Rodrigo Tabata 17                                                |
| 27 maja 2007 | Náutico - CR Vasco da Gama 2:2 Marcel 4k, Cris 60 - Moraes 25k, 83                                    |
| 27 maja 2007 | Cruzeiro EC - Paraná Clube 3:4 Guilherme 43, 74, Rômulo 67 - Joelson 45+1, Josiel 59, 80, Ewerthon 82 |
| 27 maja 2007 | São Paulo - SE Palmeiras 0:0                                                                          |
| 27 maja 2007 | Goiás EC - EC Juventude 3:1 Welliton 5, 61, Paulo Baier 53 - Da Silva 48k                             |
| 27 maja 2007 | Grêmio Porto Alegre - Sport Recife 1:0 Dú Lopes 2s                                                    |
| 27 maja 2007 | CR Flamengo - Botafogo FR 2:2 Leonardo 40, Paulo Sérgio 77 - Lúcio Flávio 17, Dodô 89                 |

### Kolejka 4
| Data           | Mecz                                                                                       |
| -------------- | ------------------------------------------------------------------------------------------ |
| 2 czerwca 2007 | Figueirense FC - Goiás EC 2:1 Ramon 79, Fernandes 87 - Welliton 36                         |
| 2 czerwca 2007 | Botafogo FR - Grêmio Porto Alegre 3:0 Juninho 18, Luciano Almeida 79, Dodô 86              |
| 2 czerwca 2007 | Atlético Mineiro - Athletico Paranaense 1:1 Marcos 66 - Alex Mineiro 86                    |
| 3 czerwca 2007 | SE Palmeiras - Cruzeiro EC 1:3 Martinez 34 - Araújo 5, Ramires 42, Roni 86                 |
| 3 czerwca 2007 | Paraná Clube - São Paulo 0:1 Rogério Ceni 75k                                              |
| 3 czerwca 2007 | Sport Recife - CR Flamengo 2:2 Washington 34, Fernando Fumagalli 77 - Renato Abreu 15k, 61 |
| 3 czerwca 2007 | Santos FC - Corinthians Paulista 1:1 Marcelo 77 - Zelăo 21                                 |
| 3 czerwca 2007 | EC Juventude - América Natal 3:0 Da Silva 28, Barăo 70, André 80                           |
| 3 czerwca 2007 | CR Vasco da Gama - Fluminense FC 1:1 Abedi 29 - Rafael 39                                  |
| 4 czerwca 2007 | SC Internacional - Náutico 2:0 Iarley 22, Alex Meschini 40                                 |

### Kolejka 5
| Data            | Mecz |
| --------------- | --- |
| 9 czerwca 2007  | SE Palmeiras - Botafogo FR 1:1 Paulo Sérgio 34 - André Lima 73                                            |
| 9 czerwca 2007  | CR Vasco da Gama - Grêmio Porto Alegre 4:0 Romário 15k, 45+1, André Dias 42, Abedi 64                     |
| 9 czerwca 2007  | Náutico - Paraná Clube 4:4 Marcel 28, Felipe 47, Acosta 81k, 84 - Neguette 10, Vandinho 12, Josiel 16, 58 |
| 10 czerwca 2007 | Athletico Paranaense - Goiás EC 0:3 Paulo Henrique 23, Welliton 27, Diego 89                              |
| 10 czerwca 2007 | América Natal - Corinthians Paulista 1:2 Leandro Sena 24 - Marcelo Oliveira 54, Finazzi 75                |
| 10 czerwca 2007 | Fluminense FC - Sport Recife 3:0 Alex Dias 41, Rodrigo Tiuí 70, Cícero 86                                 |
| 10 czerwca 2007 | Cruzeiro EC - EC Juventude 2:3 Roni 19, 89 - Beto 37, Marcăo 40, Éber 81                                  |
| 10 czerwca 2007 | São Paulo - Atlético Mineiro 0:1 Paulo Henrique 82                                                        |
| 10 czerwca 2007 | Figueirense FC - CR Flamengo 4:0 Jean Carlos 12, Chicăo 33, 57k, Victor Simőes 36                         |
| 10 czerwca 2007 | SC Internacional - Santos FC 1:0 Alexandre Pato 41                                                        |

### Kolejka 6
| Data            | Mecz |
| --------------- | --- |
| 16 czerwca 2007 | Corinthians Paulista - Paraná Clube 0:0                                                                        |
| 16 czerwca 2007 | Grêmio Porto Alegre - Cruzeiro EC 0:2 Charles 19, Leandro Domingues 72                                         |
| 16 czerwca 2007 | CR Flamengo - SC Internacional 2:2 Ronaldo Angelim 77, Juan Maldondo 90 - Alex Meschini 65, Adriano Martins 86 |
| 17 czerwca 2007 | Athletico Paranaense - Fluminense FC 1:1 Dęnis Marques 10 - Thiago Silva 71                                    |
| 17 czerwca 2007 | Goiás EC - SE Palmeiras 3:1 Leonardo 7, Amaral 12, Wendel 83 - Caio 75                                         |
| 17 czerwca 2007 | Botafogo FR - Náutico 3:1 Juninho 24, André Lima 75, Jorge Henrique 78 - Alex 54s                              |
| 17 czerwca 2007 | Sport Recife - América Natal 2:2 Durval 23, Carlinhos Bala 69 - Luciano Dias 13, 32                            |
| 17 czerwca 2007 | Atlético Mineiro - Figueirense FC 4:1 Danilinho 15, Éder Luis 18, Diogo 32s, Paulo Henrique 70 - Fernandes 62  |
| 17 czerwca 2007 | São Paulo - CR Vasco da Gama 2:0 Borges 2, 26                                                                  |
| 17 czerwca 2007 | EC Juventude - Santos FC 0:2 Cléber Santana 1, Marco Aurélio 31                                                |

### Kolejka 7
| Data                 | Mecz                                                                                       |
| -------------------- | ------------------------------------------------------------------------------------------ |
| 23 czerwca 2007      | Paraná Clube - Sport Recife 1:0 Beto 30                                                    |
| 23 czerwca 2007      | EC Juventude - Figueirense FC 1:1 Éber 55 - Victor Simőes 28                               |
| 24 czerwca 2007      | SE Palmeiras - Athletico Paranaense 0:2 Edno 34, Alex Mineiro 60                           |
| 24 czerwca 2007      | América Natal - Fluminense FC 0:1 Adriano Magrăo 1                                         |
| 24 czerwca 2007      | Náutico - Goiás EC 0:2 Fabrício Carvalho 55, 67k                                           |
| 24 czerwca 2007      | Cruzeiro EC - Atlético Mineiro 4:2 Araújo 15, 45, Guilherme 76, Ramires 84 - Lima 52       |
| 24 czerwca 2007      | Santos FC - São Paulo 0:2 Aloísio 20, Dagoberto 40                                         |
| 24 czerwca 2007      | SC Internacional - Grêmio Porto Alegre 0:2 Lúcio Cajueiro 7, Diego Souza 65                |
| 15 sierpnia 2007     | Botafogo FR - Corinthians Paulista 2:3 Nilton 2s, Dodô 78k - Arce 9, Nilton 53, Finazzi 56 |
| 18 października 2007 | CR Vasco da Gama - CR Flamengo 1:2 Andrade 15 - Toró 8, Ibson 32k                          |

### Kolejka 8
| Data             | Mecz                                                                                               |
| ---------------- | -------------------------------------------------------------------------------------------------- |
| 28 czerwca 2007  | Figueirense FC - São Paulo 0:0                                                                     |
| 28 czerwca 2007  | Sport Recife - Náutico 4:1 Durval 4, Carlinhos Bala 11, 50, Washington 58 - Hamilton 76            |
| 30 czerwca 2007  | Corinthians Paulista - SE Palmeiras 0:1 Dininho 45                                                 |
| 30 czerwca 2007  | Paraná Clube - Athletico Paranaense 2:2 Josiel 11, Josiel 45+1 - Alex Mineiro 17, Alan EC Bahia 80 |
| 30 czerwca 2007  | América Natal - Goiás EC 0:3 Fabricio Carvalho 30, Leonardo 51, Welliton 69                        |
| 30 czerwca 2007  | Fluminense FC - Botafogo FR 1:2 Alex Dias 27 - Dodô 52k, Dodô 77                                   |
| 30 czerwca 2007  | Cruzeiro EC - CR Vasco da Gama 3:1 Roni 30k, Vagner 87, Guilherme 90+1 - Martin Garcia 9           |
| 30 czerwca 2007  | Santos FC - Grêmio Porto Alegre 0:0                                                                |
| 30 czerwca 2007  | SC Internacional - Atlético Mineiro 1:1 Adriano Martins 58 - Eder 39                               |
| 23 sierpnia 2007 | CR Flamengo - EC Juventude 4:0 Souza 28, Obina 79, Maximiliano Biancucchi 87, Juan Maldondo 90+2   |

### Kolejka 9
| Data         | Mecz                                                                                    |
| ------------ | --------------------------------------------------------------------------------------- |
| 4 lipca 2007 | SE Palmeiras - América Natal 2:0 Luis 19, Caio 29                                       |
| 4 lipca 2007 | Athletico Paranaense - Náutico 1:1 Pedro Oldoni 52 - Michel 24s                         |
| 4 lipca 2007 | Goiás EC - Botafogo FR 1:1 Paulo Henrique 5 - Juninho 74                                |
| 4 lipca 2007 | Fluminense FC - Paraná Clube 0:0 mecz rozegrany został na stadionie klubu Volta Redonda |
| 4 lipca 2007 | São Paulo - SC Internacional 1:0 Rogério Ceni 57k                                       |
| 4 lipca 2007 | Figueirense FC - Cruzeiro EC 2:1 Otacilio Neto 13, Felipe Santana 52 - Roni 26          |
| 4 lipca 2007 | Grêmio Porto Alegre - EC Juventude 3:1 Diego Souza 12k, 51, Willian 67 - Wescley 74     |
| 5 lipca 2007 | Sport Recife - Corinthians Paulista 2:1 Igor 45+1, Weldon 80 - Dinelson 57              |
| 5 lipca 2007 | Atlético Mineiro - CR Flamengo 1:1 Coelho 88k - Leonardo 90+1                           |
| 5 lipca 2007 | CR Vasco da Gama - Santos FC 4:0 Conca 21, 70, Wagner Diniz 81, Ernane 87               |

### Kolejka 10
| Data         | Mecz                                                                                             |
| ------------ | ------------------------------------------------------------------------------------------------ |
| 6 lipca 2007 | Paraná Clube - América Natal 0:1 Arlon 56                                                        |
| 7 lipca 2007 | Corinthians Paulista - Fluminense FC 1:1 Bruno Bonfim 79 - Somália 26                            |
| 7 lipca 2007 | Goiás EC - Sport Recife 3:2 Felipe 76, 90+2, Paulo Baier 82 - Ticăo 28, Washington 60            |
| 7 lipca 2007 | Botafogo FR - Athletico Paranaense 2:0 Lúcio Flávio 19, Joílson 66                               |
| 7 lipca 2007 | Náutico - SE Palmeiras 0:1 Luis Henrique 90+4                                                    |
| 7 lipca 2007 | Atlético Mineiro - Grêmio Porto Alegre 0:1 Diego Souza 87                                        |
| 7 lipca 2007 | Santos FC - Cruzeiro EC 4:1 Marcos Aurélio 6, Rodrigo Tabata 30, Pedrinho 45, 67 - Fernandinho 9 |
| 7 lipca 2007 | EC Juventude - CR Vasco da Gama 2:0 Marcăo 76, Renato 89                                         |
| 7 lipca 2007 | SC Internacional - Figueirense FC 2:1 Christian Corręa 18, 59 - Vinícius 88                      |
| 7 lipca 2007 | São Paulo - CR Flamengo 0:0                                                                      |

### Kolejka 11
| Data             | Mecz                                                                            |
| ---------------- | ------------------------------------------------------------------------------- |
| 12 lipca 2007    | Paraná Clube - Figueirense FC 1:2 Josiel 66 - Henrique 20, Felipe Santana 23    |
| 12 lipca 2007    | EC Juventude - Náutico 1:1 Wescley 55k - Sidny 57                               |
| 12 lipca 2007    | CR Vasco da Gama - Athletico Paranaense 1:0 Leandro Amaral 85                   |
| 14 lipca 2007    | Corinthians Paulista - São Paulo 1:1 Zelăo 90+1 - Dagoberto 82                  |
| 14 lipca 2007    | América Natal - SC Internacional 1:2 Rogélio 5 - Pinga 54, Christian Corręa 80k |
| 14 lipca 2007    | Sport Recife - Atlético Mineiro 2:0 Diogo 17, Carlinhos Bala 49                 |
| 14 lipca 2007    | Cruzeiro EC - Goiás EC 2:1 Wagner 35, Leandro Domingues 79 - Felipe 75          |
| 14 lipca 2007    | Santos FC - Botafogo FR 3:0 Marcos Aurélio 60, Rodrigo Tabata 64, Moraes 90     |
| 14 lipca 2007    | Grêmio Porto Alegre - SE Palmeiras 1:1 Rámon 28 - Luís 71                       |
| 16 sierpnia 2007 | Fluminense FC - CR Flamengo 0:1 Maximiliano Biancucchi 42                       |

### Kolejka 12
| Data            | Mecz |
| --------------- | --- |
| 14 czerwca 2007 | Botafogo FR - CR Vasco da Gama 4:0 Dodô 2, 57, Juninho 16, Leandro Guerreiro 48                           |
| 18 lipca 2007   | Athletico Paranaense - EC Juventude 4:0 Alex Mineiro 8k, Jancarlos 50, Dinei 67, Evandro Goebbel 72       |
| 18 lipca 2007   | Náutico - Cruzeiro EC 1:4 Tales 1 - Roni 12, Wagner 59, Araújo 73, Leandro Domingues 85                   |
| 18 lipca 2007   | Atlético Mineiro - América Natal 4:1 Marcinho 9, 41, Galvăo 21, Leandro Carijo 84 - Edson Borges 25       |
| 18 lipca 2007   | São Paulo - Fluminense FC 0:1 Somália 53                                                                  |
| 18 lipca 2007   | Figueirense FC - Sport Recife 0:1 Carlinhos Bala 88                                                       |
| 18 lipca 2007   | SC Internacional - Corinthians Paulista 3:0 Alexandre Pato 61p, 79, Adriano Martins 89                    |
| 19 lipca 2007   | Goiás EC - Grêmio Porto Alegre 0:0                                                                        |
| 19 lipca 2007   | SE Palmeiras - Santos FC 2:2 Nem 18, Rodrigo Souto 90+2 - Kléber 10, Pedrinho 45+1                        |
| 19 lipca 2007   | CR Flamengo - Paraná Clube 1:2 Léo Medeiros 36 - Josiel 27, 29 mecz rozegrany został w mieście Uberlândia |

### Kolejka 13
| Data          | Mecz                                                                                                   |
| ------------- | --- |
| 21 lipca 2007 | América Natal - Athletico Paranaense 2:1 Paulo Isidoro 11, Reinaldo 28 - Alex Mineiro 67               |
| 21 lipca 2007 | EC Juventude - SC Internacional 2:0 Marcăo 66, Renato 76                                               |
| 21 lipca 2007 | CR Vasco da Gama - Atlético Mineiro 4:0 Martín Garcia 51, 70, Alan Kardec 87, Conca 90+1               |
| 22 lipca 2007 | Corinthians Paulista - Náutico 0:3 Ferreira 42, Betăo 64s, Felipe 90                                   |
| 22 lipca 2007 | Paraná Clube - SE Palmeiras 1:0 Márcio Careca 20                                                       |
| 22 lipca 2007 | Fluminense FC - Goiás EC 3:0 Thiago Neves 32, 47, Somália 63 mecz rozegrany został w mieście Cariacica |
| 22 lipca 2007 | Sport Recife - Botafogo FR 3:3 Bruno 46, Carlinhos Bala 56, 77 - André Lima 36, 51, 90+3               |
| 22 lipca 2007 | Cruzeiro EC - São Paulo 1:2 Leandro Domingues 33 - Breno 54, Hernanes 69                               |
| 22 lipca 2007 | Santos FC - Figueirense FC 3:1 Kléber Pereira 32, 38, Pedrinho 83 - Victor Simőes 55                   |
| 22 lipca 2007 | Grêmio Porto Alegre - CR Flamengo 1:0 Irineu 60s                                                       |

### Kolejka 14
| Data          | Mecz |
| ------------- | --- |
| 25 lipca 2007 | SE Palmeiras - CR Vasco da Gama 3:2 Valdívia 35, Nem 81, Leandro 86 - Rubens Júnior 18, Leandro Amaral 21                                 |
| 25 lipca 2007 | Athletico Paranaense - Cruzeiro EC 2:2 Gustavo 21, Pedro Odoni 78 - Araújo 24, Nenę 90+3                                                  |
| 25 lipca 2007 | Goiás EC - Santos FC 1:0 Welliton 66 |
| 25 lipca 2007 | Náutico - Grêmio Porto Alegre 0:2 Tuta 30, Carlos Eduardo 82                                                                              |
| 25 lipca 2007 | SC Internacional - Paraná Clube 1:0 Alexandre Pato 45+1                                                                                   |
| 25 lipca 2007 | CR Flamengo - América Natal 3:1 Ronaldo Angelim 18, Jailton 61, Obina 73 - Carlos Eduardo 37 mecz rozegrany został w mieście Juiz de Fora |
| 25 lipca 2007 | Figueirense FC - Corinthians Paulista 2:2 Jean Carlos 53, Felipe Santana 68 - Wilson 11, Clodoaldo 64                                     |
| 26 lipca 2007 | Atlético Mineiro - Fluminense FC 3:0 Coelho 36, 76, Paulo Henrique 58                                                                     |
| 26 lipca 2007 | São Paulo - Sport Recife 3:1 Leandro Azevedo 48, Willamis Souza 55, Rogério Ceni 80 - Weldon 30                                           |
| 26 lipca 2007 | Botafogo FR - EC Juventude 3:1 André Lima 18, 67, Joílson 39 - Leonardo Silva 24                                                          |

### Kolejka 15
| Data          | Mecz |
| ------------- | --- |
| 28 lipca 2007 | Santos FC - Náutico 1:2 Kléber Pereira 88 - Elicarlos 33, Acosta 64                                                 |
| 28 lipca 2007 | Grêmio Porto Alegre - Athletico Paranaense 1:1 Tcheco 45+1 - Marcelo 64                                             |
| 28 lipca 2007 | CR Vasco da Gama - Goiás EC 4:1 Amaral 41, Vilson 80, Leandro Amaral 81, Alan Kardec 86 - Diego 46                  |
| 29 lipca 2007 | Corinthians Paulista - CR Flamengo 2:2 Clodoaldo 36, Dinélson 63 - Souza 72, Léo Medeiros 80                        |
| 29 lipca 2007 | Paraná Clube - Atlético Mineiro 1:3 Vinicius Pacheco 82 - Danilinho 23, Marcos 84, Vanderlei 90+2                   |
| 29 lipca 2007 | América Natal - São Paulo 0:1 Richarlysson 28                                                                       |
| 29 lipca 2007 | Fluminense FC - Figueirense FC 1:1 Somália 38k - Thiago Silva 42s mecz rozegrany został w mieście Brasília          |
| 29 lipca 2007 | Sport Recife - SC Internacional 1:5 Edinho 25s - Pinga 8, Índio 32, Iarley 44, Alex Meschini 77, Adriano Martins 86 |
| 29 lipca 2007 | Cruzeiro EC - Botafogo FR 3:2 Guilherme 46, 80, Wagner 76 - André Lima 86, Renato Silva 90+2                        |
| 29 lipca 2007 | EC Juventude - SE Palmeiras 1:1 Marcăo 33 - Luís 75                                                                 |

### Kolejka 16
| Data             | Mecz |
| ---------------- | --- |
| 1 sierpnia 2007  | SE Palmeiras - Sport Recife 1:2 Martinez 8 - César 29, Da Silva 45                                                                                |
| 1 sierpnia 2007  | Athletico Paranaense - Corinthians Paulista 2:2 Rodolpho 43, Kadu 90s - Willian 53, 59                                                            |
| 1 sierpnia 2007  | Goiás EC - Paraná Clube 2:0 Paulo Baier 45k, André Leone 66                                                                                       |
| 1 sierpnia 2007  | Botafogo FR - América Natal 4:2 Lúcio Flávio 6, André Lima 34, Zé Roberto 59, 71 - Paulo Isidoro 17, 53 mecz rozegrany został w mieście Cariacica |
| 1 sierpnia 2007  | Náutico - Fluminense FC 0:0 |
| 1 sierpnia 2007  | Atlético Mineiro - Santos FC 1:2 Danilinho 71 - Marcos Aurélio 33, Kléber Pereira 59                                                              |
| 1 sierpnia 2007  | SC Internacional - CR Vasco da Gama 0:2 Alan Kardec 30, Leandro Amaral 37                                                                         |
| 2 sierpnia 2007  | São Paulo - EC Juventude 3:1 Miranda 32, Borges 76, Hugo 82 - Luciano 2                                                                           |
| 2 sierpnia 2007  | Figueirense FC - Grêmio Porto Alegre 1:0 Peter 86                                                                                                 |
| 12 września 2007 | CR Flamengo - Cruzeiro EC 3:1 Leonardo Moura 27, Souza 65, Obina 88 - Guilherme 82                                                                |

### Kolejka 17
| Data            | Mecz |
| --------------- | --- |
| 4 sierpnia 2007 | Corinthians Paulista - Goiás EC 1:0 Clodoaldo 19                                                                     |
| 4 sierpnia 2007 | Sport Recife - Athletico Paranaense 3:2 Anderson 46, César 81, Romerito 88 - Dinei 23, Marcelo 42                    |
| 4 sierpnia 2007 | América Natal - Náutico 1:5 Carlos Eduardo 64 - Carlos Eduardo 33s, Radamés 45+2, Felipe 56, Sidny 73, Marcelinho 88 |
| 5 sierpnia 2007 | Paraná Clube - Botafogo FR 0:0                                                                                       |
| 5 sierpnia 2007 | Fluminense FC - SE Palmeiras 0:1 Valdivia 40                                                                         |
| 5 sierpnia 2007 | Cruzeiro EC - SC Internacional 3:2 Leandro Domingues 27, Roni 52k, Alecsandro 80 - Iarley 88, Adriano Martins 90     |
| 5 sierpnia 2007 | Santos FC - CR Flamengo 3:0 Pedrinho 21, Marcos Aurélio 32, Kléber 50                                                |
| 5 sierpnia 2007 | EC Juventude - Atlético Mineiro 1:2 Éber 87 - Danilinho 73, Lúcio 85                                                 |
| 5 sierpnia 2007 | Grêmio Porto Alegre - São Paulo 0:2 Borges 3, Diego Tardelli 88                                                      |
| 5 sierpnia 2007 | CR Vasco da Gama - Figueirense FC 2:2 Julio Santos 35, Leandro Amaral 90+2k - André Santos 43, Peter 54              |

### Kolejka 18
| Data            | Mecz                                                                                        |
| --------------- | ------------------------------------------------------------------------------------------- |
| 8 sierpnia 2007 | EC Juventude - Fluminense FC 0:0                                                            |
| 8 sierpnia 2007 | Cruzeiro EC - Sport Recife 2:0 Alecsandro 65, 87                                            |
| 8 sierpnia 2007 | Goiás EC - Atlético Mineiro 3:2 Paulo Baier 1, 52, Cristiano 79 - Marcos 55, Vanderlei 82   |
| 8 sierpnia 2007 | Náutico - Figueirense FC 4:2 Acosta 9, 39, Tales 43, Felipe 68 - Otacílio Neto 48, Peter 86 |
| 8 sierpnia 2007 | Athletico Paranaense - CR Flamengo 2:0 Marcelo 2, Edno 59                                   |
| 8 sierpnia 2007 | Botafogo FR - São Paulo 0:2 Alex Silva 63, Leandro Azevedo 73                               |
| 9 sierpnia 2007 | SE Palmeiras - SC Internacional 1:1 Valdivia 1 - Alex Meschini 84                           |
| 9 sierpnia 2007 | Santos FC - Paraná Clube 2:0 Marcos Aurélio 43, Kléber Pereira 90+2                         |
| 9 sierpnia 2007 | Grêmio Porto Alegre - América Natal 3:0 Tuta 6, 56, Kelly 88                                |
| 9 sierpnia 2007 | CR Vasco da Gama - Corinthians Paulista 2:0 Wagner Diniz 23, Enílton 55                     |

### Kolejka 19
| Data             | Mecz                                                                                           |
| ---------------- | ---------------------------------------------------------------------------------------------- |
| 11 sierpnia 2007 | São Paulo - Athletico Paranaense 2:0 Jorge Wagner 5, Borges 54                                 |
| 11 sierpnia 2007 | Sport Recife - EC Juventude 3:0 Anderson Aquino 10, 39, Carlinhos Bala 74                      |
| 11 sierpnia 2007 | CR Flamengo - Náutico 2:1 Fábio Luciano 24, Leonardo Moura 87 - Felipe 12                      |
| 12 sierpnia 2007 | Corinthians Paulista - Grêmio Porto Alegre 2:1 Finazzi 81, Gustavo Nery 83 - Carlos Eduardo 36 |
| 12 sierpnia 2007 | Paraná Clube - CR Vasco da Gama 0:0                                                            |
| 12 sierpnia 2007 | América Natal - Cruzeiro EC 1:2 Carlos Eduardo 41 - Fernandinho 13, Alecsandro 88              |
| 12 sierpnia 2007 | Fluminense FC - Santos FC 3:0 Luiz Alberto 36, Thiago Neves 64, 71                             |
| 12 sierpnia 2007 | Atlético Mineiro - SE Palmeiras 1:2 Éder Luís 5 - Martinez 8, 56                               |
| 12 sierpnia 2007 | Figueirense FC - Botafogo FR 1:1 Otacílio Neto 76 - Dodô 49                                    |
| 12 sierpnia 2007 | SC Internacional - Goiás EC 1:0 Adriano Martins 52                                             |

### Kolejka 20
| Data             | Mecz                                                                                                 |
| ---------------- | --- |
| 18 sierpnia 2007 | Santos FC - Sport Recife 2:0 Kléber Pereira 25, Pedrinho 54                                          |
| 18 sierpnia 2007 | Grêmio Porto Alegre - Paraná Clube 2:0 Diego Souza 27, Anderson 37                                   |
| 18 sierpnia 2007 | Athletico Paranaense - Figueirense FC 1:1 Ramón 17 - Chicăo 57                                       |
| 19 sierpnia 2007 | SE Palmeiras - CR Flamengo 2:1 Caio 13, Gustavo 52 - Paulo Sérgio 15                                 |
| 19 sierpnia 2007 | Goiás EC - São Paulo 0:0                                                                             |
| 19 sierpnia 2007 | Botafogo FR - SC Internacional 1:1 André Lima 34 - Ceará 2                                           |
| 19 sierpnia 2007 | Náutico - Atlético Mineiro 0:1 Coelho 62                                                             |
| 19 sierpnia 2007 | Cruzeiro EC - Fluminense FC 4:2 Alecsandro 4, 77, 88, Marcelo Moreno 90 - Arouca 22, Thiago Neves 69 |
| 19 sierpnia 2007 | EC Juventude - Corinthians Paulista 2:2 Wescley 15, Fábio Baiano 59 - Finazzi 1, Gustavo Nery 24     |
| 19 sierpnia 2007 | CR Vasco da Gama - América Natal 2:0 Leandro Amaral 40k, 75                                          |

### Kolejka 21
| Data             | Mecz |
| ---------------- | --- |
| 25 sierpnia 2007 | Corinthians Paulista - Cruzeiro EC 0:3 Alecsandro 27, 79, Jonathan 62                                     |
| 25 sierpnia 2007 | SC Internacional - Athletico Paranaense 1:0 Alex Meschini 89k                                             |
| 25 sierpnia 2007 | Fluminense FC - Grêmio Porto Alegre 1:1 Thiago Silva 14 - Patrício 88                                     |
| 26 sierpnia 2007 | Paraná Clube - EC Juventude 3:1 Beto 4, Wescley 17s, Josiel 47 - Wescley 31k                              |
| 26 sierpnia 2007 | América Natal - Santos FC 1:4 Ney Santos 84 - Dejan Petkovic 20, Kléber Pereira 25, 46, Rodrigo Tabata 86 |
| 26 sierpnia 2007 | Sport Recife - CR Vasco da Gama 0:0                                                                       |
| 26 sierpnia 2007 | Atlético Mineiro - Botafogo FR 1:2 Danilinho 29 - Túlio 59, Lucio Flávio 79                               |
| 26 sierpnia 2007 | São Paulo - Náutico 5:0 Dagoberto 56, Rogério Ceni 64k, Hugo 72, 90, Aloísio 74                           |
| 26 sierpnia 2007 | Figueirense FC - SE Palmeiras 1:2 Jean Carlos 64, Jorge Valdivia 18, Max 83                               |
| 26 sierpnia 2007 | CR Flamengo - Goiás EC 3:1 Léo Medeiros 37, Juan Maldondo 56, Ibson 60 - Paulo Baier 90+2                 |

### Kolejka 22
| Data             | Mecz |
| ---------------- | --- |
| 29 sierpnia 2007 | SE Palmeiras - São Paulo 0:1 Jorge Wagner 39                                                                                         |
| 29 sierpnia 2007 | Paraná Clube - Cruzeiro EC 2:2 Josiel 57, 71k - Wagner 25, Marcelo Moreno 63                                                         |
| 29 sierpnia 2007 | EC Juventude - Goiás EC 2:0 Renato 4, Tadeu 45                                                                                       |
| 29 sierpnia 2007 | Botafogo FR - CR Flamengo 1:1 Jorge Henrique 58 - Juan Maldondo 34                                                                   |
| 29 sierpnia 2007 | Sport Recife - Grêmio Porto Alegre 2:0 Da Silva 43, Carlinhos Bala 75                                                                |
| 29 sierpnia 2007 | Atlético Mineiro - Corinthians Paulista 5:2 Vanderlei 15k, 54, Danilinho 36, Marquinhos 37, Éder Luís 71 - Finazzi 59k, Clodoaldo 64 |
| 29 sierpnia 2007 | Figueirense FC - América Natal 3:1 Jean Carlos 20, André Santos 58, Léo 74 - Geovane 29                                              |
| 29 sierpnia 2007 | SC Internacional - Fluminense FC 1:4 Mineiro 40 - Thiago Silva 35, Thiago Neves 45, 58, Alex Dias 74                                 |
| 30 sierpnia 2007 | Santos FC - Athletico Paranaense 3:1 Domingos 29, Pedrinho 53, Kléber Pereira 76k - Antônio Carlos 11                                |
| 30 sierpnia 2007 | CR Vasco da Gama - Náutico 4:1 Leandro Amaral 20k, Marcelinho 74, 89, Rubens Júnior 86 - Marcelinho 56                               |

### Kolejka 23
| Data            | Mecz                                                                                                 |
| --------------- | --- |
| 1 września 2007 | São Paulo - Paraná Clube 6:0 Aloísio 27, 67, Dagoberto 33, 62, Willamis Souza 37, Leandro Azevedo 78 |
| 1 września 2007 | América Natal - EC Juventude 0:3 Tadeu 73, Bruno 81, Ivo 89                                          |
| 1 września 2007 | CR Flamengo - Sport Recife 1:1 Thiago Sales 21 - Da Silva 74k                                        |
| 2 września 2007 | Corinthians Paulista - Santos FC 2:0 Nilton 9, Arce 52                                               |
| 2 września 2007 | Athletico Paranaense - Atlético Mineiro 1:0 Ramón 29k                                                |
| 2 września 2007 | Goiás EC - Figueirense FC 2:1 Leonardo 29, Paulo Baier 73 - Jean Carlos 66                           |
| 2 września 2007 | Fluminense FC - CR Vasco da Gama 1:1 Cicero 79 - Conca 37                                            |
| 2 września 2007 | Náutico - SC Internacional 1:1 Sidny 68 - Adriano Martins 44                                         |
| 2 września 2007 | Cruzeiro EC - SE Palmeiras 5:0 Marcelo Moreno 25, 55, Wagner 39, Thiago Martinelli 70, Maicossuel 85 |
| 2 września 2007 | Grêmio Porto Alegre - Botafogo FR 3:0 Tuta 66, 74, 77                                                |

### Kolejka 24
| Data            | Mecz |
| --------------- | --- |
| 5 września 2007 | Atlético Mineiro - São Paulo 0:0                                                                                |
| 5 września 2007 | Santos FC - SC Internacional 2:1 Kleber Pereira 27, Kléber 33 - Adriano Martins 11                              |
| 5 września 2007 | Grêmio Porto Alegre - CR Vasco da Gama 3:1 Bustos 9, Ramon 16, Sandro Goiano 69 - Alan Kardec 14                |
| 5 września 2007 | CR Flamengo - Figueirense FC 4:1 Carlinhos 27, Obina 62, Ibson 86, Paulo Sérgio 89 - André Santos 45+2          |
| 5 września 2007 | EC Juventude - Cruzeiro EC 1:0 Tadeu 41                                                                         |
| 5 września 2007 | Corinthians Paulista - América Natal 1:0 Finazzi 11                                                             |
| 5 września 2007 | Goiás EC - Athletico Paranaense 2:3 Paulo Baier 57, Paulo Henrique 85 - Netinho 69, Pedro Oldoni 71, William 80 |
| 6 września 2007 | Paraná Clube - Náutico 2:4 Beto 65, Josiel 78 - Acosta 6, Júlio César 62, Geraldo 73, Marcelo Silva 86          |
| 6 września 2007 | Botafogo FR - SE Palmeiras 1:1 Leandro Guerreiro 75 - Edmundo 40                                                |
| 6 września 2007 | Sport Recife - Fluminense FC 0:2 Cícero 72, Rodrigo Tiuí 87                                                     |

### Kolejka 25
| Data            | Mecz                                                                                 |
| --------------- | ------------------------------------------------------------------------------------ |
| 8 września 2007 | Figueirense FC - Atlético Mineiro 2:1 Chicăo 10, Jean Carlos 17 - Leandro Almeida 67 |
| 8 września 2007 | SC Internacional - CR Flamengo 3:0 Wellington Monteiro 20, Roger 44, Élder Granja 88 |
| 8 września 2007 | CR Vasco da Gama - São Paulo 0:2 Dagoberto 61, Hernanes 90+2                         |
| 8 września 2007 | Cruzeiro EC - Grêmio Porto Alegre 2:0 Marcelo Moreno 38, 65                          |
| 8 września 2007 | Santos FC - EC Juventude 1:0 Renatinho 85                                            |
| 9 września 2007 | SE Palmeiras - Goiás EC 2:0 Francis 31, Caio 51                                      |
| 9 września 2007 | Paraná Clube - Corinthians Paulista 1:0 Josiel 25k                                   |
| 9 września 2007 | América Natal - Sport Recife 1:1 Leandro Sena 4 - Carlinhos Bala 63                  |
| 9 września 2007 | Fluminense FC - Athletico Paranaense 2:0 Somália 29, 67                              |
| 9 września 2007 | Náutico - Botafogo FR 4:1 Acosta 29, 36, 57, 89 - Juninho 2                          |

### Kolejka 26
| Data             | Mecz                                                                                           |
| ---------------- | ---------------------------------------------------------------------------------------------- |
| 15 września 2007 | Goiás EC - Náutico 0:3 Acosta 33k, 54, Geraldo 74                                              |
| 15 września 2007 | Fluminense FC - América Natal 2:0 Alex Dias 58, Thiago Neves 83                                |
| 15 września 2007 | São Paulo - Santos FC 2:1 Breno 49, Borges 53 - Rodrigo Tabata 90+2                            |
| 16 września 2007 | Corinthians Paulista - Botafogo FR 0:1 Dodô 72                                                 |
| 16 września 2007 | Athletico Paranaense - SE Palmeiras 2:1 Netinho 39, Pedro Oldoni 82 - Dininho 65               |
| 16 września 2007 | Sport Recife - Paraná Clube 3:1 Romerito 47, Da Silva 41, Carlinhos Bala 86 - Jéferson 75      |
| 16 września 2007 | Atlético Mineiro - Cruzeiro EC 3:4 Gerson 30, Marinho 37, 57k - Roni 11, 25k, Guilherme 61, 77 |
| 16 września 2007 | Figueirense FC - EC Juventude 4:1 Léo 43, Otacilio Neto 45+2, 76, Chicăo 70k - Tadeu 45+3      |
| 16 września 2007 | Grêmio Porto Alegre - SC Internacional 1:0 Léo 12                                              |
| 16 września 2007 | CR Flamengo - CR Vasco da Gama 1:1 Leonardo Moura 45+1 - Leandro Amaral 10                     |

### Kolejka 27
| Data             | Mecz                                                                                             |
| ---------------- | ------------------------------------------------------------------------------------------------ |
| 22 września 2007 | Goiás EC - América Natal 1:1 Paulo Baier 36 - Leandro Sena 85k                                   |
| 22 września 2007 | São Paulo - Figueirense FC 2:0 Alex Silva 14, Leandro Azevedo 29                                 |
| 22 września 2007 | Grêmio Porto Alegre - Santos FC 1:0 Marcel 55                                                    |
| 23 września 2007 | SE Palmeiras - Corinthians Paulista 1:0 Nen 59                                                   |
| 23 września 2007 | Athletico Paranaense - Paraná Clube 2:1 Marcelo Ramos 21, 32 - Neguete 23                        |
| 23 września 2007 | Botafogo FR - Fluminense FC 0:2 Thiago Neves 3, Davi 17                                          |
| 23 września 2007 | Náutico - Sport Recife 2:0 Júlio César 37, 78                                                    |
| 23 września 2007 | Atlético Mineiro - SC Internacional 2:2 Leandro Almeida 86, Vanderlei 89 - Gil 56, Fernandăo 62  |
| 23 września 2007 | EC Juventude - CR Flamengo 2:2 Vanzini 25, Thiago Cavalcante 59 - Leonardo Moura 21, Leonardo 51 |
| 23 września 2007 | CR Vasco da Gama - Cruzeiro EC 0:2 Ramires 15, Thiago 75                                         |

### Kolejka 28
| Data             | Mecz                                                                                        |
| ---------------- | ------------------------------------------------------------------------------------------- |
| 29 września 2007 | Corinthians Paulista - Sport Recife 1:2 Betăo 85 - Romerito 31, 62                          |
| 29 września 2007 | Náutico - Athletico Paranaense 5:0 Marcelinho 4, Acosta 20, Felipe 31, 78, Marcelo Silva 90 |
| 29 września 2007 | CR Flamengo - Atlético Mineiro 1:0 Cristian 75                                              |
| 30 września 2007 | Paraná Clube - Fluminense FC 3:1 Jéferson 25, Batista 41, Vandinho 56 - Somália 10          |
| 30 września 2007 | América Natal - SE Palmeiras 0:0                                                            |
| 30 września 2007 | Botafogo FR - Goiás EC 0:3 Élson 22, Rinaldo 61, Ernando 66                                 |
| 30 września 2007 | Cruzeiro EC - Figueirense FC 1:2 Felipe Santana 18s - André Santos 43, Peter 90+2           |
| 30 września 2007 | Santos FC - CR Vasco da Gama 1:0 Rodrigo Souto 21                                           |
| 30 września 2007 | EC Juventude - Grêmio Porto Alegre 1:2 Bruno 62 - Jonas 53, Diego Souza 60                  |
| 30 września 2007 | SC Internacional - São Paulo 1:2 Sorondo 21 - Edinho 73s, Borges 77                         |

### Kolejka 29
| Data                | Mecz |
| ------------------- | --- |
| 3 października 2007 | SE Palmeiras - Náutico 2:1 Caio 63, 68 - Felipe 25                                                       |
| 3 października 2007 | Athletico Paranaense - Botafogo FR 2:0 Jancarlos 16, Michel 36                                           |
| 3 października 2007 | Fluminense FC - Corinthians Paulista 1:1 Alex Dias 31 - Zelăo 43                                         |
| 3 października 2007 | Sport Recife - Goiás EC 4:0 Júnior Maranhăo 5, Adriano Gabiru 41, Anderson Aquino 58, Luisinho Netto 72k |
| 3 października 2007 | Cruzeiro EC - Santos FC 0:1 Adaílton 90+4                                                                |
| 3 października 2007 | Grêmio Porto Alegre - Atlético Mineiro 2:2 Jonas 44, Marcel 59 - Vinicius 45+1, 82                       |
| 3 października 2007 | CR Vasco da Gama - EC Juventude 0:1 Fábio Baiano 77                                                      |
| 4 października 2007 | América Natal - Paraná Clube 3:2 Carlos Eduardo 29, Wesley Brasília 64, 79 - Josiel 44, Adriano Bahia 50 |
| 4 października 2007 | CR Flamengo - São Paulo 1:0 Ibson 49                                                                     |
| 4 października 2007 | Figueirense FC - SC Internacional 0:0                                                                    |

### Kolejka 30
| Data                | Mecz                                                                                   |
| ------------------- | -------------------------------------------------------------------------------------- |
| 6 października 2007 | SE Palmeiras - Grêmio Porto Alegre 2:0 Caio 13, Rodrigăo 22                            |
| 6 października 2007 | Botafogo FR - Santos FC 1:2 Dodô 66 - Rodrigo Tabata 51, Renatinho 89                  |
| 6 października 2007 | Náutico - EC Juventude 4:1 Geraldo 4k, 68, Ferreira 43, Felipe 85 - Vanzini 60         |
| 7 października 2007 | Athletico Paranaense - CR Vasco da Gama 1:0 David Ferreira 88                          |
| 7 października 2007 | Goiás EC - Cruzeiro EC 0:0                                                             |
| 7 października 2007 | Atlético Mineiro - Sport Recife 3:1 Éder Luís 39, Eduardo 81, Marinho 87 - Romerito 29 |
| 7 października 2007 | São Paulo - Corinthians Paulista 0:1 Betăo 85                                          |
| 7 października 2007 | Figueirense FC - Paraná Clube 4:0 Chicăo 18k, 27, Frontini 71, André Santos 85         |
| 7 października 2007 | SC Internacional - América Natal 2:0 Fernandăo 6, Magrăo 38                            |
| 7 października 2007 | CR Flamengo - Fluminense FC 0:2 Somália 1, Thiago Neves 48                             |

### Kolejka 31
| Data                 | Mecz                                                                             |
| -------------------- | -------------------------------------------------------------------------------- |
| 12 października 2007 | Sport Recife - Figueirense FC 0:0                                                |
| 12 października 2007 | Cruzeiro EC - Náutico 2:2 Alecsandro 31, Angelo 35 - Acosta 62, 77               |
| 12 października 2007 | EC Juventude - Athletico Paranaense 0:0                                          |
| 13 października 2007 | Corinthians Paulista - SC Internacional 1:1 Finazzi 86 - Magrăo 56               |
| 13 października 2007 | Paraná Clube - CR Flamengo 0:1 Fábio Luciano 65                                  |
| 13 października 2007 | América Natal - Atlético Mineiro 0:1 Gerson 82k                                  |
| 13 października 2007 | Fluminense FC - São Paulo 1:1 Thiago Neves 34k - André Dias 51                   |
| 13 października 2007 | Santos FC - SE Palmeiras 1:1 Renatinho 58 - Caio 34                              |
| 13 października 2007 | Grêmio Porto Alegre - Goiás EC 2:1 Pereira 26, Tuta 51 - Leonardo 8              |
| 14 października 2007 | CR Vasco da Gama - Botafogo FR 2:1 Leandro Amaral 8, Jorge Luiz 86 - Reinaldo 74 |

### Kolejka 32
| Data                 | Mecz |
| -------------------- | --- |
| 20 października 2007 | SE Palmeiras - Paraná Clube 3:0 Rodrigăo 42, 72, Valdívia 64                                                              |
| 20 października 2007 | Goiás EC - Fluminense FC 5:3 Paulo Baier 43, 56k, 82, André Leone 45, Júnior César 84s - Cícero 35, Thiago Silva 51k, 64k |
| 20 października 2007 | Botafogo FR - Sport Recife 3:1 Lúcio Flávio 5, Luciano Almeida 49, Dodô 57 - Reginaldo 85                                 |
| 21 października 2007 | Athletico Paranaense - América Natal 2:0 David Ferreira 19, Marcelo Ramos 65                                              |
| 21 października 2007 | Náutico - Corinthians Paulista 1:0 Geraldo 90k                                                                            |
| 21 października 2007 | Atlético Mineiro - CR Vasco da Gama 1:0 Marcos 47                                                                         |
| 21 października 2007 | São Paulo - Cruzeiro EC 1:0 Jorge Wagner 69                                                                               |
| 21 października 2007 | Figueirense FC - Santos FC 1:0 Ramón 45                                                                                   |
| 21 października 2007 | SC Internacional - EC Juventude 3:0 Magrăo 24, Fernandăo 31, 88                                                           |
| 21 października 2007 | CR Flamengo - Grêmio Porto Alegre 2:0 Souza 25, Ibson 60                                                                  |

### Kolejka 33
| Data                 | Mecz |
| -------------------- | --- |
| 27 października 2007 | Fluminense FC - Atlético Mineiro 1:1 Adriano Magrăo 1 - Éder Luís 30                                           |
| 27 października 2007 | Cruzeiro EC - Athletico Paranaense 1:1 Leandro Domingues 40 - David Ferreira 80                                |
| 27 października 2007 | Santos FC - Goiás EC 3:0 Pedrinho 47, Rodrigo Tabata 74, Vítor Júnior 81                                       |
| 28 października 2007 | Corinthians Paulista - Figueirense FC 2:1 Finazzi 45+1k, 68 - Chicăo 42k                                       |
| 28 października 2007 | Paraná Clube - SC Internacional 1:0 Josiel 68                                                                  |
| 28 października 2007 | América Natal - CR Flamengo 0:1 Souza 15                                                                       |
| 28 października 2007 | Sport Recife - São Paulo 1:2 Da Silva 64 - Rogério Ceni 27, Aloísio 62                                         |
| 28 października 2007 | EC Juventude - Botafogo FR 1:1 Tadeu 46 - Dodô 38                                                              |
| 28 października 2007 | Grêmio Porto Alegre - Náutico 4:3 Tuta 11, Marcel 22, 70, Diego Souza 42 - Onildo 6, Acosta 44, Júlio César 46 |
| 28 października 2007 | CR Vasco da Gama - SE Palmeiras 2:2 Leandro Amaral 23, Darío Conca 40 - Gustavo 10, Rodrigăo 34                |

### Kolejka 34
| Data                 | Mecz                                                                                          |
| -------------------- | --------------------------------------------------------------------------------------------- |
| 31 października 2007 | Figueirense FC - Fluminense FC 0:2 Tarta 86, Léo 90+2                                         |
| 31 października 2007 | Athletico Paranaense - Grêmio Porto Alegre 2:0 David Ferreira 49, Michel 81                   |
| 31 października 2007 | Atlético Mineiro - Paraná Clube 0:0                                                           |
| 31 października 2007 | São Paulo - América Natal 3:0 Hernanes 38, Miranda 49, Dagoberto 76                           |
| 31 października 2007 | CR Flamengo - Corinthians Paulista 2:1 Ibson 45+1, Roger Flores 75 - Finazzi 26               |
| 31 października 2007 | Goiás EC - CR Vasco da Gama 2:3 Harison 8, Wendell 77 - Alan Kardec 31, 71, Leandro Amaral 40 |
| 31 października 2007 | Náutico - Santos FC 1:2 Felipe 15 - Kléber Pereira 45, Pedrinho 86                            |
| 1 listopada 2007     | SE Palmeiras - EC Juventude 0:1 Régis 26                                                      |
| 1 listopada 2007     | Botafogo FR - Cruzeiro EC 4:1 Dodô 5, Túlio 32, Joílson 42, Juninho 58 - Guilherme 20         |
| 1 listopada 2007     | SC Internacional - Sport Recife 0:0                                                           |

### Kolejka 35
| Data             | Mecz |
| ---------------- | --- |
| 3 listopada 2007 | Paraná Clube - Goiás EC 1:0 Jumar 81                                                                          |
| 3 listopada 2007 | Fluminense FC - Náutico 2:1 Gabriel 43, 81 - Acosta 84k                                                       |
| 3 listopada 2007 | Grêmio Porto Alegre - Figueirense FC 1:2 Saja 40k - Fernandes 64, Otacílio Neto 85                            |
| 4 listopada 2007 | Corinthians Paulista - Athletico Paranaense 2:2 Betăo 3, Finazzi 90+2 - Danilo Laranjeira 52, Alex Mineiro 82 |
| 4 listopada 2007 | América Natal - Botafogo FR 1:1 Geovane 51, Lúcio Flávio 7                                                    |
| 4 listopada 2007 | Sport Recife - SE Palmeiras 3:1 Da Silva 25k, Carlinhos Bala 56, 65 - Caio 48k                                |
| 4 listopada 2007 | Cruzeiro EC - CR Flamengo 3:1 Roni 26k, 38, Charles 57 - Roger Flores 66                                      |
| 4 listopada 2007 | Santos FC - Atlético Mineiro 2:2 Kléber Pereira 51k, 76 - Marcelo 9s, Eduardo 77                              |
| 4 listopada 2007 | CR Vasco da Gama - SC Internacional 1:2 Leandro Bomfim 90+1 - Fernandăo 16, 77k                               |
| 7 listopada 2007 | EC Juventude - São Paulo 2:0 Renato 24, Breno 66s                                                             |

### Kolejka 36
| Data              | Mecz |
| ----------------- | --- |
| 10 listopada 2007 | Botafogo FR - Paraná Clube 3:2 Dodô 48, Juninho 57, Lúcio Flávio 67 - Josiel 65, Guliano 77                                   |
| 10 listopada 2007 | Náutico - América Natal 4:0 Júlio César 38, Ferreira 58, 81, Sidny 75                                                         |
| 10 listopada 2007 | SC Internacional - Cruzeiro EC 1:0 Alex Meschini 90+2                                                                         |
| 11 listopada 2007 | Athletico Paranaense - Sport Recife 0:0                                                                                       |
| 11 listopada 2007 | Goiás EC - Corinthians Paulista 1:1 Paulo Baier 28 - Fábio Ferreira 35                                                        |
| 11 listopada 2007 | Atlético Mineiro - EC Juventude 4:1 Leandro Almeida 20, Thiago Feltri 65, Marinho 78k, Eder Luis 90+2 - Nunes 21              |
| 11 listopada 2007 | São Paulo - Grêmio Porto Alegre 1:0 Rogério Ceni 51k                                                                          |
| 11 listopada 2007 | Figueirense FC - CR Vasco da Gama 3:3 Chicăo 65, Peter 75, Jean Carlos 78 - Darío Conca 41, Leandro Bomfim 51, Alan Kardec 60 |
| 11 listopada 2007 | CR Flamengo - Santos FC 1:0 Souza 75                                                                                          |
| 14 listopada 2007 | SE Palmeiras - Fluminense FC 1:0 Rodrigăo 35                                                                                  |

### Kolejka 37
| Data              | Mecz                                                                                               |
| ----------------- | -------------------------------------------------------------------------------------------------- |
| 24 listopada 2007 | América Natal - Grêmio Porto Alegre 0:3 Willian Magrăo 21, Marcel 66, Diego Souza 73               |
| 24 listopada 2007 | Fluminense FC - EC Juventude 3:2 Arouca 35, Arouca 72, Cícero 87 - Tiago Cavalcanti 16k, Romano 80 |
| 25 listopada 2007 | Paraná Clube - Santos FC 2:3 Jumar 30, Paulo Rodrigues 71 - Kléber Pereira 73, 80, 83              |
| 25 listopada 2007 | Sport Recife - Cruzeiro EC 1:0 Adriano Gabiru 65                                                   |
| 25 listopada 2007 | São Paulo - Botafogo FR 2:2 Aloísio 55, Richarlysson 83 - Lúcio Flávio 10, Juninho 18              |
| 25 listopada 2007 | SC Internacional - SE Palmeiras 2:1 Fernandăo 40, 81 - Rodrigăo 90+1                               |
| 25 listopada 2007 | CR Flamengo - Athletico Paranaense 2:0 Renato Augusto 49, Juan Maldondo 61                         |
| 28 listopada 2007 | Corinthians Paulista - CR Vasco da Gama 0:1 Alan Kardec 64                                         |
| 28 listopada 2007 | Atlético Mineiro - Goiás EC 4:1 Marinho 24, 79, Danilinho 74, Éder Luís 90+2 - Harison 28          |
| 28 listopada 2007 | Figueirense FC - Náutico 2:0 Ruy 72, Otacílio Neto 83                                              |

### Kolejka 38
| Data           | Mecz |
| -------------- | --- |
| 2 grudnia 2007 | SE Palmeiras - Atlético Mineiro 1:3 Edmundo 35k - Éder Luís 33, Marinho 61, Eduardo 78                                         |
| 2 grudnia 2007 | Athletico Paranaense - São Paulo 2:1 Marcelo Ramos 11, Antônio Carlos 90+3 - Francisco Alex 82                                 |
| 2 grudnia 2007 | Goiás EC - SC Internacional 2:1 Élson Falcăo 31, 57k - Orozco 13                                                               |
| 2 grudnia 2007 | Botafogo FR - Figueirense FC 1:1 Juninho 65 - Jean Carlos 87                                                                   |
| 2 grudnia 2007 | Náutico - CR Flamengo 1:0 Sidney 79                                                                                            |
| 2 grudnia 2007 | Cruzeiro EC - América Natal 2:0 Leandro Domingues 18, Roni 25k                                                                 |
| 2 grudnia 2007 | Santos FC - Fluminense FC 2:4 Rodrigo Souto 31, Alessandro 63 - Adriano Magrăo 32, Luis Alberto 39, Thiago Neves 47, Arouca 70 |
| 2 grudnia 2007 | EC Juventude - Sport Recife 2:1 Tiago Cavalcante 46, Willian 68 - Gustavo 50                                                   |
| 2 grudnia 2007 | Grêmio Porto Alegre - Corinthians Paulista 1:1 Jonas 1 - Clodoaldo 29                                                          |
| 2 grudnia 2007 | CR Vasco da Gama - Paraná Clube 3:0 Moraes 56, Leandro Amaral 66, 70                                                           |

### Końcowa tabela sezonu 2007
| Poz | Klub                 | Mecze | Zw | Rem | Por | Pkt | BrZd | BrStr |
| --- | -------------------- | ----- | -- | --- | --- | --- | ---- | ----- |
| 1   | São Paulo            | 38    | 23 | 8   | 7   | 77  | 55   | 19    |
| 2   | Santos FC            | 38    | 19 | 5   | 14  | 62  | 57   | 47    |
| 3   | CR Flamengo          | 38    | 17 | 10  | 11  | 61  | 55   | 49    |
| 4   | Fluminense FC        | 38    | 16 | 13  | 9   | 61  | 57   | 39    |
| 5   | Cruzeiro EC          | 38    | 18 | 6   | 14  | 60  | 73   | 58    |
| 6   | Grêmio Porto Alegre  | 38    | 17 | 7   | 14  | 58  | 44   | 43    |
| 7   | SE Palmeiras         | 38    | 16 | 10  | 12  | 58  | 48   | 47    |
| 8   | Atlético Mineiro     | 38    | 15 | 10  | 13  | 55  | 63   | 51    |
| 9   | Botafogo FR          | 38    | 14 | 13  | 11  | 55  | 62   | 58    |
| 10  | CR Vasco da Gama     | 38    | 15 | 9   | 14  | 54  | 58   | 47    |
| 11  | SC Internacional     | 38    | 15 | 9   | 14  | 54  | 49   | 44    |
| 12  | Athletico Paranaense | 38    | 14 | 12  | 12  | 54  | 51   | 50    |
| 13  | Figueirense FC       | 38    | 14 | 11  | 13  | 53  | 57   | 56    |
| 14  | Sport Recife         | 38    | 14 | 9   | 15  | 51  | 54   | 55    |
| 15  | Náutico              | 38    | 14 | 7   | 17  | 49  | 66   | 63    |
| 16  | Goiás EC             | 38    | 13 | 6   | 19  | 45  | 49   | 62    |
| 17  | Corinthians Paulista | 38    | 10 | 14  | 14  | 44  | 40   | 50    |
| 18  | EC Juventude         | 38    | 11 | 8   | 19  | 41  | 43   | 65    |
| 19  | Paraná Clube         | 38    | 11 | 8   | 19  | 41  | 42   | 64    |
| 20  | América Natal        | 38    | 4  | 5   | 29  | 17  | 24   | 80    |

Według regulaminu do Copa Libertadores 2008 zakwalifikować się miały pierwsze 4 kluby w tabeli oraz zdobywca Pucharu Brazylii (Copa do Brasil), natomiast następne 7 klubów w tabeli miało uzyskać awans do Copa Sudamericana 2008. Zdobywca Pucharu Brazylii zajął w tabeli 4 miejsce, dzięki czemu do Copa Libertadores awansował klub, który był 5 w tabeli, natomiast do Copa Sudamericana zakwalifikowały się drużyny z miejsc 6-12. Mistrz Brazylii kwalifikował się nie tylko do Copa Libertadores, ale także do Copa Sudamericana. Pozostałe kluby grały albo w jednym, albo w drugim pucharze.
Do drugiej ligi (Campeonato Brasileiro Série B) spadły 4 ostatnie w tabeli kluby: Corinthians Paulista, EC Juventude, Paraná Clube oraz América Natal.